# 岡崎圭
岡崎 圭（おかざき けい）は、日本の漫画家。兵庫県出身。

## 来歴
- 2002年、21歳の時にヤングジャンプ月例第10回MANGAグランプリにて「OVER NIGHT」（上原友希名義）が奨励賞と期待賞を受賞。
- 2003年、『ヤングジャンプ増刊漫革』vol.31に読切「リバース」が掲載されデビュー。
- 2006年、アンケート1位作品に『週刊ヤングジャンプ』の連載権が与えられる増刊『漫太郎』で「十字架の魔術師」が1位を獲得。
- 2007年、『週刊ヤングジャンプ』24号より同作を連載開始。
- 2011年、『ミラクルジャンプ』No.3より「這いよれ! ニャル子さん」のコミカライズ新連載の作画を担当。

## 作品

### 連載
- 十字架の魔術師（『週刊ヤングジャンプ』2007年24号 - 2008年18号、『月刊ヤングジャンプ』2008年6月号 - 2010年6月号、全6巻）
- 這いよれ! ニャル子さん（『ミラクルジャンプ』2011年No.3 - 2013年No.13、既刊2巻）　※原作：逢空万太・キャラクターデザイン：狐印

### 読切
- リバース（『ヤングジャンプ増刊漫革』2003年vol.31）
- 「あの世」のススメ（『ヤングジャンプ増刊漫革』2004年vol.38）
- 十字架の魔術師（『ヤングジャンプ増刊漫太郎』、2006年）